# Sladeniaceae
Classification APG III (2009)
Famille
Les Sladeniaceae (les Sladéniacées en français) sont une famille de plantes à fleurs dicotylédones de l'ordre des Ericales qui comprend une ou deux espèces dans un ou deux genres.
Ce sont des arbres, à feuilles alternes, des régions tropicales, originaires d'Asie du Sud-Est pour le genre Sladenia et d'Afrique de l'Est pour le genre Ficalhoa.

## Étymologie
Le nom vient du genre Sladenia. Ce genre a été décrit en 1873 par le  botaniste bavarois W. Kurz (1834-1878) qui le dédia à Edward Bosc Sladen (en)  (1831–1890), officier de l'armée britannique qui a exercé en Inde,. Kurz, botaniste de l'expédition dirigée par Sladen, qualifie ce dernier de « chef énergique de l'expédition du Yunan ».

## Classification
La circonscription de la famille est variable, certains systèmes décrivant la famille comme étant constituée uniquement du genre Sladenia, lequel a été diversement considéré comme un membre des Actinidiaceae, Dilleniaceae, Linaceae, Ternstroemiaceae, Theaceae ou des Pentaphylacaceae.
Les études morphologiques de l'embryon de Sladenia suggèrent qu'il possède des caractéristiques uniques qui méritent de placer le genre dans sa propre famille. Celle-ci, cependant est mal connue et les premières études phylogénétiques ont soulevé des questions contradictoires quant à son emplacement taxonomique,.
En classification classique de Cronquist (1981) cette famille n'existe pas. Ces deux genres sont situés dans la famille des Théacées et dans l'ordre des Theales.
Si la classification phylogénétique APG (1998) accepte cette famille, la classification phylogénétique APG II (2003) la considère comme optionnelle, ces plantes pouvant être incluses dans les Pentaphylacacées.
Le Angiosperm Phylogeny Website [7 mai 2007] accepte trois espèces en deux genres: Ficalhoa, Sladenia.

## Liste des genres
Selon Angiosperm Phylogeny Website (12 nov. 2015) et NCBI (12 nov. 2015) :
- Ficalhoa (en) Hiern
- Sladenia (en) Kurz

Selon DELTA Angio (12 nov. 2015) :
- Sladenia

## Liste des espèces
Selon NCBI (30 Jun 2010) :
- genre Ficalhoa
  - Ficalhoa laurifolia
- genre Sladenia
  - Sladenia celastrifolia